# Ambassade du Maroc en Tunisie
L'ambassade du Maroc en Tunisie est la représentation diplomatique du royaume du Maroc auprès de la République tunisienne. Elle est située au numéro 39 de la rue du 1er-Juin dans le quartier de Mutuelleville à Tunis, la capitale du pays. Son ambassadeur est, depuis le 7 février 2019, Hassan Tarik.
En août 2022, le Maroc et le Tunisie rappellent leurs ambassadeurs respectifs à la suite de la visite du chef du Front Polisario, Brahim Ghali, accueilli à Tunis par le président tunisien Kaïs Saïed.

## Liste des ambassadeurs
|    | Ambassadeur                | Image           | Date de début de mission | Date de remise des lettres de créance | Date de fin de mission | Roi(s) du Maroc         | Présidents de la Tunisie                                            |
| -- | -------------------------- | --------------- | ------------------------ | ------------------------------------- | ---------------------- | ----------------------- | ------------------------------------------------------------------- |
| 1  | Mohammed Benlarbi al-Alami |                 |                          |                                       |                        |                         | Habib Bourguiba                                                     |
| 2  | Mohamed Aouad              |                 |                          | 15 juin 1964                          | 1967                   | Hassan II               | Habib Bourguiba                                                     |
| 3  | Abdelkebir El Fassi        |                 | 11 avril 1967,           |                                       | 11 octobre 1969        | Hassan II               | Habib Bourguiba                                                     |
| 4  | Thami El Ouazzani          |                 | 1969                     |                                       | septembre 1971         | Hassan II               | Habib Bourguiba                                                     |
| 5  | Ahmed Snoussi              |                 | 10 septembre 1971        |                                       |                        | Hassan II               | Habib Bourguiba                                                     |
|    | El Ghali Benhima           |                 | 10 janvier 1974          |                                       | 1976                   | Hassan II               | Habib Bourguiba                                                     |
| 6  | Mohamed Tazi               |                 |                          | 24 décembre 1976                      | 1985                   | Hassan II               | Habib Bourguiba                                                     |
| 7  | Abbas El Fassi             | Abbas El Fassi. | 1er octobre 1985         |                                       | 1990                   | Hassan II               | Habib Bourguiba / Zine el-Abidine Ben Ali                           |
| 8  | Abdelkader Benslimane      |                 | ?                        | 3 juillet 1995                        | 2001                   | Hassan II / Mohammed VI | Zine el-Abidine Ben Ali                                             |
| 9  | Abdellah Belkeziz          |                 | 5 janvier 2001           |                                       | 2006                   | Mohammed VI             | Zine el-Abidine Ben Ali                                             |
| 10 | Najib Zerouali Ouariti,    |                 | 10 janvier 2006          |                                       | février 2013           | Mohammed VI             | Zine el-Abidine Ben Ali / Fouad Mebazaa (intérim) / Moncef Marzouki |
| 11 | Mohamed Faraj Doukkali,    |                 | 9 mars 2013              | 16 avril 2013                         | ?                      | Mohammed VI             | Moncef Marzouki / Béji Caïd Essebsi                                 |
| 12 | Latifa Akherbach,          |                 | 13 octobre 2016          | 16 novembre 2016                      | 3 décembre 2018        | Mohammed VI             | Béji Caïd Essebsi                                                   |
| 13 | Hassan Tarik,              |                 | 7 février 2019           | 8 novembre 2019                       | août 2022              | Mohammed VI             | Béji Caïd Essebsi / Mohamed Ennaceur (intérim) / Kaïs Saïed         |

Membres de l'ambassade du Maroc à Tunis lors de la Fête du trône en 1970.

## Consulat
- Tunis : consulat général

## Marocains résidents en Tunisie
Le nombre de Marocains résidant en Tunisie s'élevait à 5 565 personnes sur un total de 24 841 Maghrébins établis dans ce pays selon les résultats du recensement général de la population et de l'habitat effectué en Tunisie en 2014.